# Mourvèdre
Le mourvèdre N est un cépage de cuve noir d'origine espagnole. Appelé monastrell en espagnol (monestrell en catalan), il est le deuxième cépage noir de ce pays et reste, avec 9 200 hectares en France, un cépage important de la Provence et du Languedoc.

## Origine

### Historique
Cépage espagnol, il pourrait provenir de la région de Valence et de la ville de Morvedre, dénommée actuellement Sagonte. En Catalogne, en Californie et Australie, il est appelé mataró, là aussi d'après le nom de la ville de Mataró près de Barcelone.
Selon Guy Lavignac, de nombreux cépages ont circulé au Moyen Âge avec les pèlerins. Le mourvèdre et le grenache auraient pu arriver d'Espagne comme greffon ramené par un pèlerin de retour de Saint-Jacques-de-Compostelle. Son introduction en France date du XVIe siècle.
Avant la crise du phylloxera, le mourvèdre était le cépage dominant de la Provence. Après la crise, il fut délaissé au profit de cépages plus productifs et acceptant mieux d'être greffés. À partir des années 1960, la sélection de plants de qualité a permis au mourvèdre de retrouver la faveur des vignerons du pourtour méditerranéen.

### Géographique

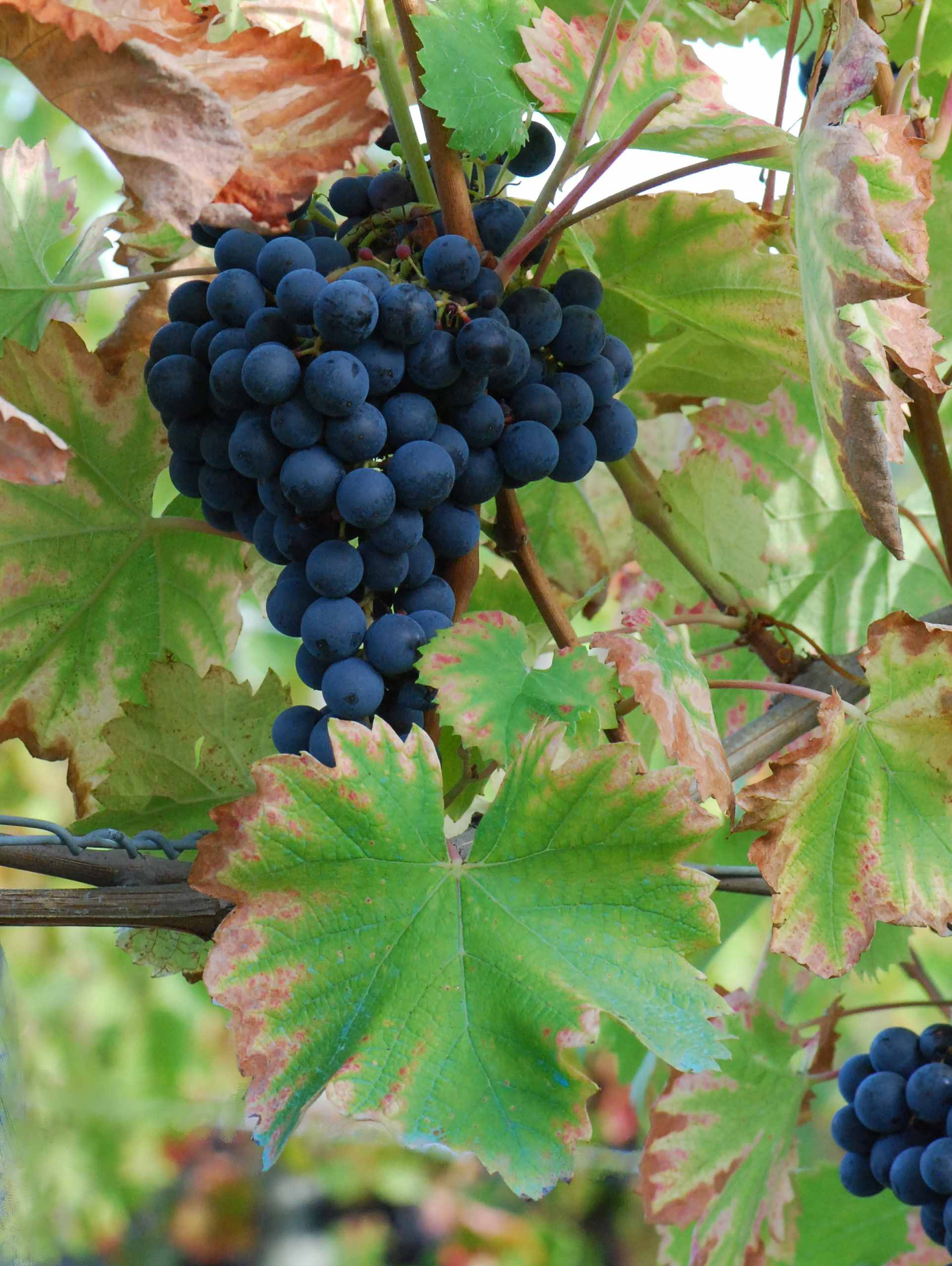
Mourvèdre.

Le mourvèdre occupe environ 120 000 hectares dans le monde durant les années 1990-2000. La plus grande surface revient à sa patrie d'origine, l'Espagne où il représente 110 000 ha (vignoble de Catalogne, vignoble de Valence). On le trouve dans les paysages arides de Valencia, Almansa, Jumilla, Yecla, et Alicante.
En France, il est cultivé dans les vignobles du Languedoc-Roussillon, de Provence et de la vallée du Rhône. Sa culture est en augmentation ; elle est passée de 618 ha à 9 200 ha entre 1958 et aujourd'hui,.
En Provence, le mourvèdre fait partie de l'encépagement de plusieurs AOC : cassis, côtes-de-provence, coteaux-d'aix-en-provence, palette, coteaux-varois. À Bandol, il constitue au moins 50 % des assemblages rouges, aux côtés du grenache, du cinsault et accessoirement, de la syrah et du carignan.
Il est de plus en plus utilisé à Châteauneuf-du-Pape avec le grenache depuis que Jacques Perrin du Château de Beaucastel s'est efforcé de le développer dans la région de Châteauneuf du Pape après la Seconde Guerre mondiale. Le mourvèdre tient d'ailleurs toujours un rôle important (30 %) dans l'assemblage final des vins de Beaucastel[réf. nécessaire]. Il apporte aux vins dominés par la syrah et le grenache de la complexité et une bonne aptitude à la garde.
L'implantation du mourvèdre en Languedoc-Roussillon est récente et progresse régulièrement comme cépage améliorateur.

### Variabilité génétique
Le mourvèdre a fait l'objet de prospections en France, afin de constituer une collection de variabilité génétique. Au sein de cette collection, quinze clones ont été admis, dont six sont significativement multipliés. (Programme de recherche mis en place à l'Espiguette et dans le var pour adapter des clones de qualité venant de Murcie région d'Espagne).
| Clone | Année d'agrément | Productivité     | TAVP1         | Classement2 | Remarque                                   |
| ----- | ---------------- | ---------------- | ------------- | ----------- | ------------------------------------------ |
| 233   | 1973             | moyenne          | moyen         | B           |                                            |
| 234   | 1973             | forte            | moyen ou fort | B           | Dans le type du cépage                     |
| 244   | 1973             | moyenne          | moyen         | C           | Manque de typicité                         |
| 247   | 1973             | moyenne          | moyen         | B           |                                            |
| 249   | 1973             | faible           | moyen         | A           | Bien dans le type du cépage                |
| 369   | 1975             | faible           | moyen         | A           | Bien équilibré et typique.                 |
| 448   | 1976             | moyenne          | moyen         | D           |                                            |
| 449   | 1976             | moyen            | moyen à fort  | B           | Vins équilibré, manquant parfois d'acidité |
| 450   | 1976             | moyenne à faible | moyen         | B           |                                            |
| 520   | 1976             | forte            | faible        | C           | Forte acidité du moût                      |
| 245   | 1973             |                  |               |             |                                            |
| 248   | 1973             |                  |               |             |                                            |

1 Taux d'alcool volumique probable.

2 La classe A représente les clones les plus qualitatifs. La classe B désigne les clones qui sont typés des caractéristiques du cépage, mais demandent à avoir des conditions de culture limitantes. La classe C désigne les clones les plus productifs et les moins qualitatifs. Ils exigent des conditions de culture très limitantes sans garantir pour autant un résultat satisfaisant. La classe D concerne des clones au comportement irrégulier. Pour les cultiver, il faut connaitre les détails d'adaptation.
130 souches génétiques espagnoles ont été étudiées au cours des années 1990-2000.

## Caractères ampélographiques

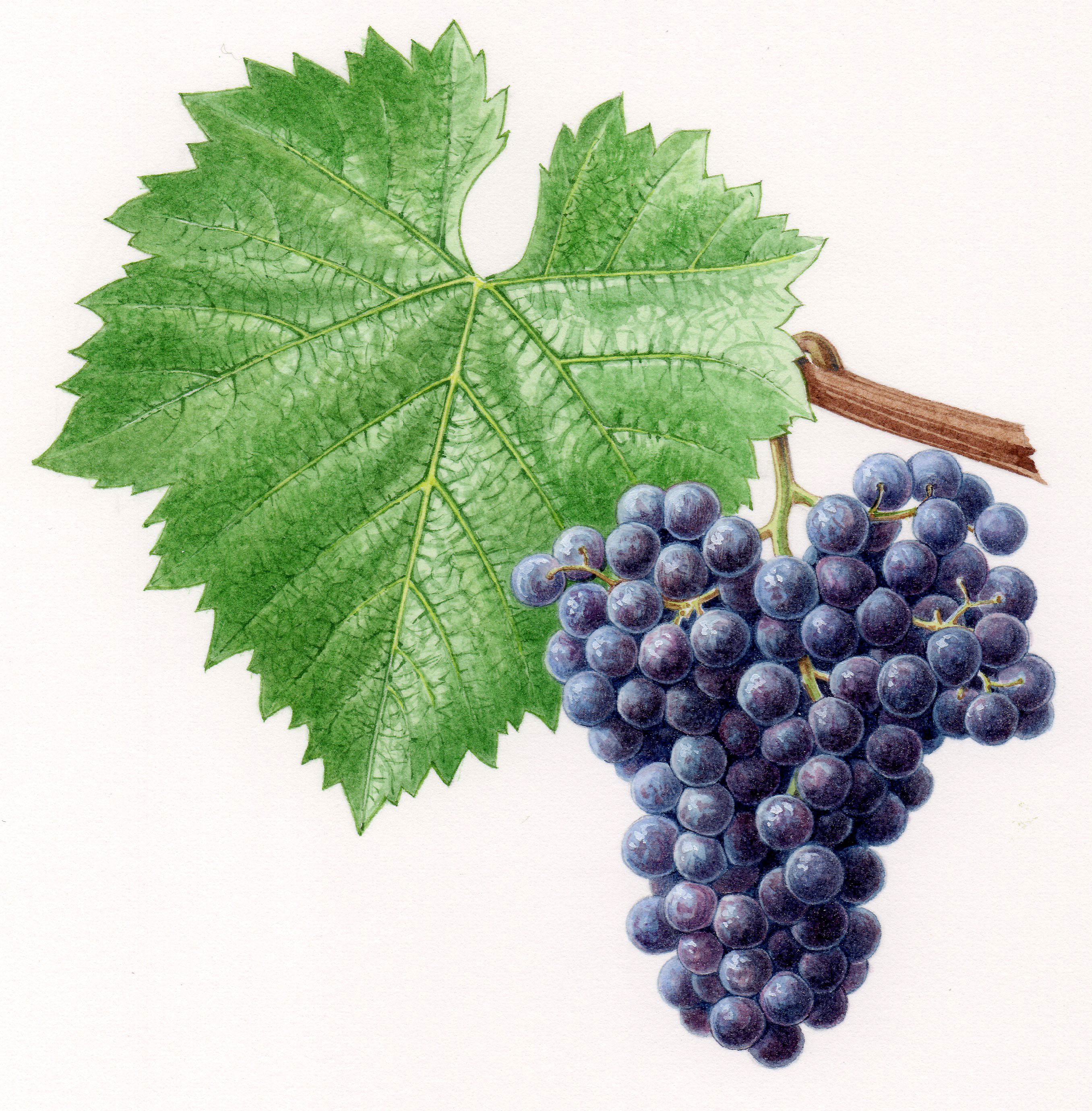
Grappe et feuille de mourvèdre.

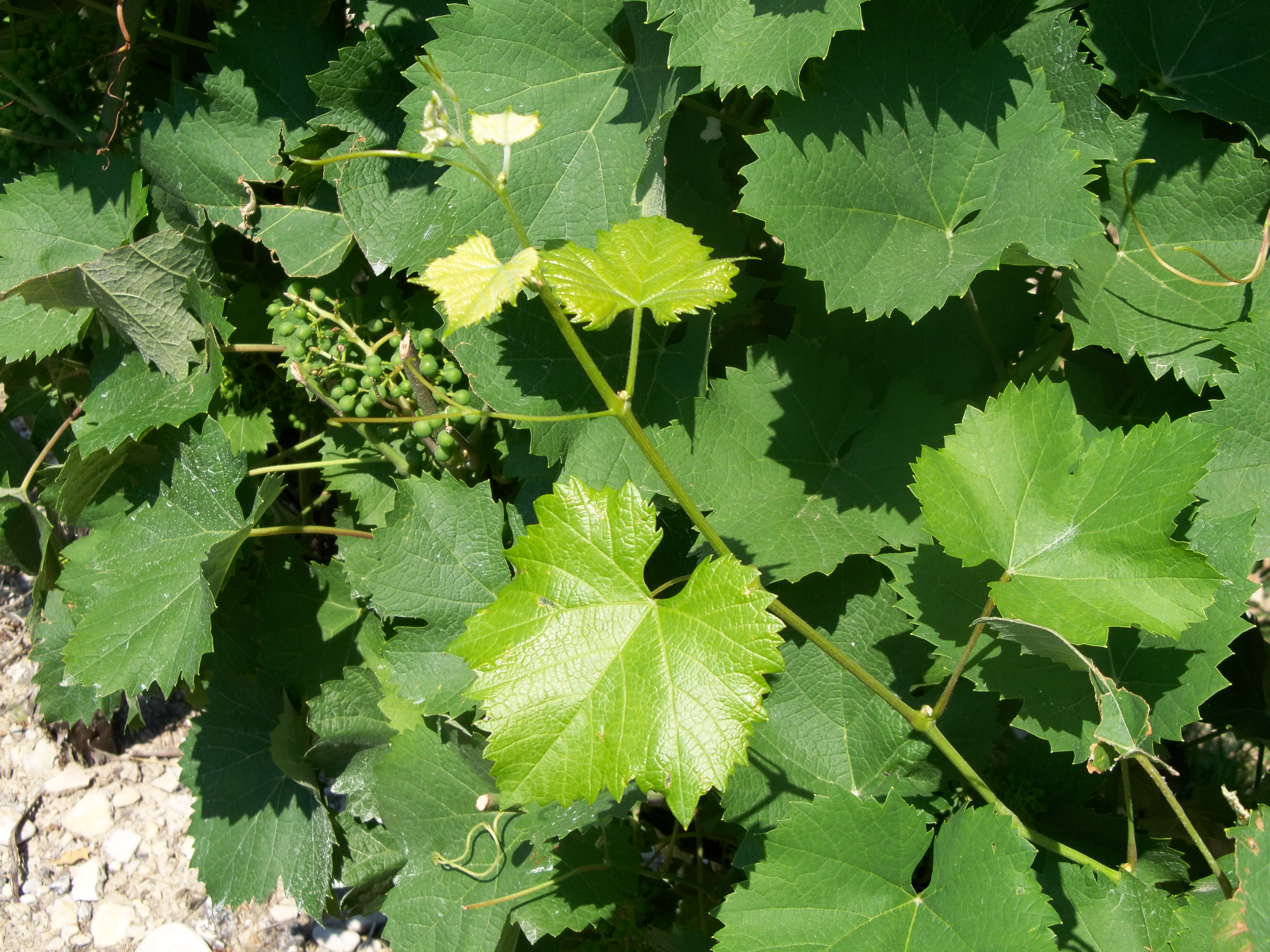
Feuilles de mourvèdre.

Le mourvèdre présente une extrémité du jeune rameau très duveteuse. Les jeunes feuilles sont bronzées et les rameaux ont un port dressé avec des entre-nœuds rougeâtres.
Les feuilles sont orbiculaires entières ou trilobées. Le sinus pétiolaire est ouvert en lyre et les dents sont longues ou moyennes à bords droits. Le limbe est plat et velu face inférieure.
Les grappes sont moyennes à grosses, coniques, étroites et compactes. Les baies noires, de taille moyenne, de forme sphérique, sont couvertes d'une pruine abondante. Elles ont une pulpe fondante avec une saveur âpre. Ce cépage existe en blanc et en gris mais très rares (expérimentations actuelles dans le Var).

## Composition phénolique
La composition phénolique des raisins détermine les propriétés physico-chimiques et organoleptiques du vin.
D'après une analyse de Mulero et al (2010), une dizaine d'anthocyanosides sont présents dans le raisin et le vin de Monastrell ; le malvidol 3-glucoside est le plus abondant. Les dérivés d'acides hydroxycinnamiques comportent l'acide trans-caféyltartrique et l'acide trans-p-coumaryltartrique. Les six hétérosides de flavonols sont : myricétol 3-glucoside, quercétol 3-glucoside, quercétol 3-rutinoside, kaempférol 3-glucoside, les aglycones : le myricétol et quercétol.
| Composés phénoliques du raisin mûr et du vin de mourvèdre valeur en mg/100 g, d'après Mulero et al |                 |                                     |                          |                           |
| | Anthocyanosides | Dérivés d'acides hydroxycinnamiques | Hétérosides de flavonols | Composés phénoliques tot. |
| Raisin                                                                                             | 74,4            | 2,3                                 | 21,7                     | 98,2                      |
| Vin                                                                                                | 34,5            | 4                                   | 17                       | 55,8                      |

Les valeurs sont données en mg pour 100 g afin de pouvoir faire des comparaisons avec les autres fruits.
Le vin de mourvèdre est un peu moins riche en polyphénols et en anthocyanosides que le cabernet-sauvignon mais beaucoup plus riche en resvératrol.
L'indice des phénols totaux est de 29-30 pour le mourvèdre et de 33-41 pour le cabernet-sauvignon (à 280 nm pour un extrait dilué 100 fois). Cet indice varie d'une manière importante d'une année à l'autre, suivant les techniques culturales et de vinification.
Les anthocyanosides (ou anthocyanes) sont des flavonoïdes qui absorbent la lumière dans le visible et contribuent ainsi à la couleur des baies du raisin noir. Elles sont extraites au moment de la fermentation alcoolique et de la macération. Ce sont des monoglucosides de cinq anthocyanidols appelés delphinidol, cyanidol, pétunidol, péonidol et malvidol et deux esters, acétique et coumarique, de la malvidol monoglucoside.
| Les anthocyanosides des vins (en mg/l de vin, d'après Abert et al.) |                         |                      |                       |                       |                      |                            |                              |       |
| Cépage                                                              | Delphinidol 3-glucoside | Cyanidol 3-glucoside | Pétunidol 3-glucoside | Paeonidol 3-glucoside | Malvidol 3-glucoside | Malvidol 3-acétylglucoside | Malvidol 3-coumarylglucoside | Total |
| Mourvèdre                                                           | 4,3                     | 0,5                  | 5                     | 4,5                   | 81,4                 | 36,8                       | 3,9                          | 136,4 |
| Cabernet-Sauvignon                                                  | 5,6                     | 2,1                  | 12,9                  | 11,4                  | 98,8                 | 5,2                        | 7,4                          | 143,4 |

L'anthocyane principal est le glucoside de malvidol. Le traitement fongicide de la vigne par mancozèbe + cymoxanil augmente significativement les teneurs en anthocyanosides présentes dans le mourvèdre au point qu'il peut afficher une teneur en anthocyanes totale supérieure à celle du cabernet-sauvignon (164,8 mg/l pour le mourvèdre contre 156,7 pour le cabernet-sauvignon).
La concentration en resvératrol total est 10 fois supérieure chez le mourvèdre que chez le cabernet-sauvignon : environ 4 mg/l pour le mourvèdre et 0,4 mg/l pour le cabernet-sauvignon. Là aussi, un traitement fongicide très stressant par mancozèbe+cymoxanil est plus inducteur qu'un traitement à la bouillie bordelaise (dans le mourvèdre : 5,16 mg/l pour le premier fongicide contre 3,32 mg/l de resvératrol pour le sulfate de cuivre).

## Aptitudes

### Culturales
Le mourvèdre est un cépage délicat. Son port érigé et son acrotonie marquée exigent une taille courte. Traditionnellement conduit en gobelet, il peut aussi être palissé avec une taille en cordon. Le feuillage moyennement efficace doit être préservé, d'autant plus que les rognages trop sévères induisent la sortie de gros grapillons qui nuisent à la maturité du raisin. La fertilité est irrégulière (alternance) et le rendement doit être faible pour éviter un épuisement des souches.
Il a besoin d'une alimentation hydrique limitée mais régulière. Pour cela, il apprécie les terrains argilo-calcaires (marnes ) profonds. Il craint les carences en potassium et magnésium.
Cépage à débourrement tardif avec un cycle phénologique long, il a besoin de beaucoup de chaleur automnale, pour assurer une bonne accumulation des sucres et une maturité des tanins. Il a besoin d'un climat clément conjugué à une exposition favorable et des sols suffisamment profonds pour ne pas craindre la sécheresse. Autrefois, il se disait en Provence, que le mourvèdre avait besoin de « voir la mer » pour mûrir. Il est un fait que la vue sur la mer signifie exposition au sud et souvent abritée vis-à-vis du mistral.

### Sensibilité aux maladies
Il est sensible aux acariens, aux cicadelles, à l'esca et à la pourriture acide ainsi qu'au stress hydrique. En revanche, il craint moins la pourriture grise et l'excoriose. Ses souches sont sensibles au froid hivernal.

### Potentiel œnologique
Le vin de mourvèdre est assez faible en acidité, mais il est reconnu pour la qualité de sa structure tannique, sa richesse aromatique et son aptitude au vieillissement — 12% vol. minimum pour obtenir une bonne qualité. Rude dans sa jeunesse, il demande plusieurs années de garde pour développer toute sa palette aromatique fruitée. Poivre, gibier, truffe et fruits noirs sont ses principales caractéristiques aromatiques. Sous des parfums empyreumatiques, arômes de fleur d'acacia, de cannelle; il dégage souvent aussi des arômes de basse-cour.
Il est souvent utilisé en assemblage pour amener sa structure et sa complexité aux vins. L'assemblage avec les autres cépages méridionaux (grenache noir, cinsault, ou syrah) permet d'obtenir des vins plus souples et abordables dans leur jeunesse. Il est aussi utilisé, pour la production de vin rosé en Provence.
En Espagne, il porte le nom de monastrell, à ne pas confondre avec le morrastel qui lui ressemble et est devenu rare en France (graciano en espagnol), ni avec le moristel aragonais. En Californie, ainsi qu'en Australie, on le nomme quelquefois mataro.

## Synonymes
Il a pour synonymes:
- Alcallata
- Alcayata
- Alicante
- Arach Sap
- Balzac (en Charente)
- Balthazar
- Balzar
- Beausset
- Beneda ou Benadu
- Béni Carlo (en Dordogne)
- Bérardi
- Bod
- Bon Avis
- Buona Vise
- Casca

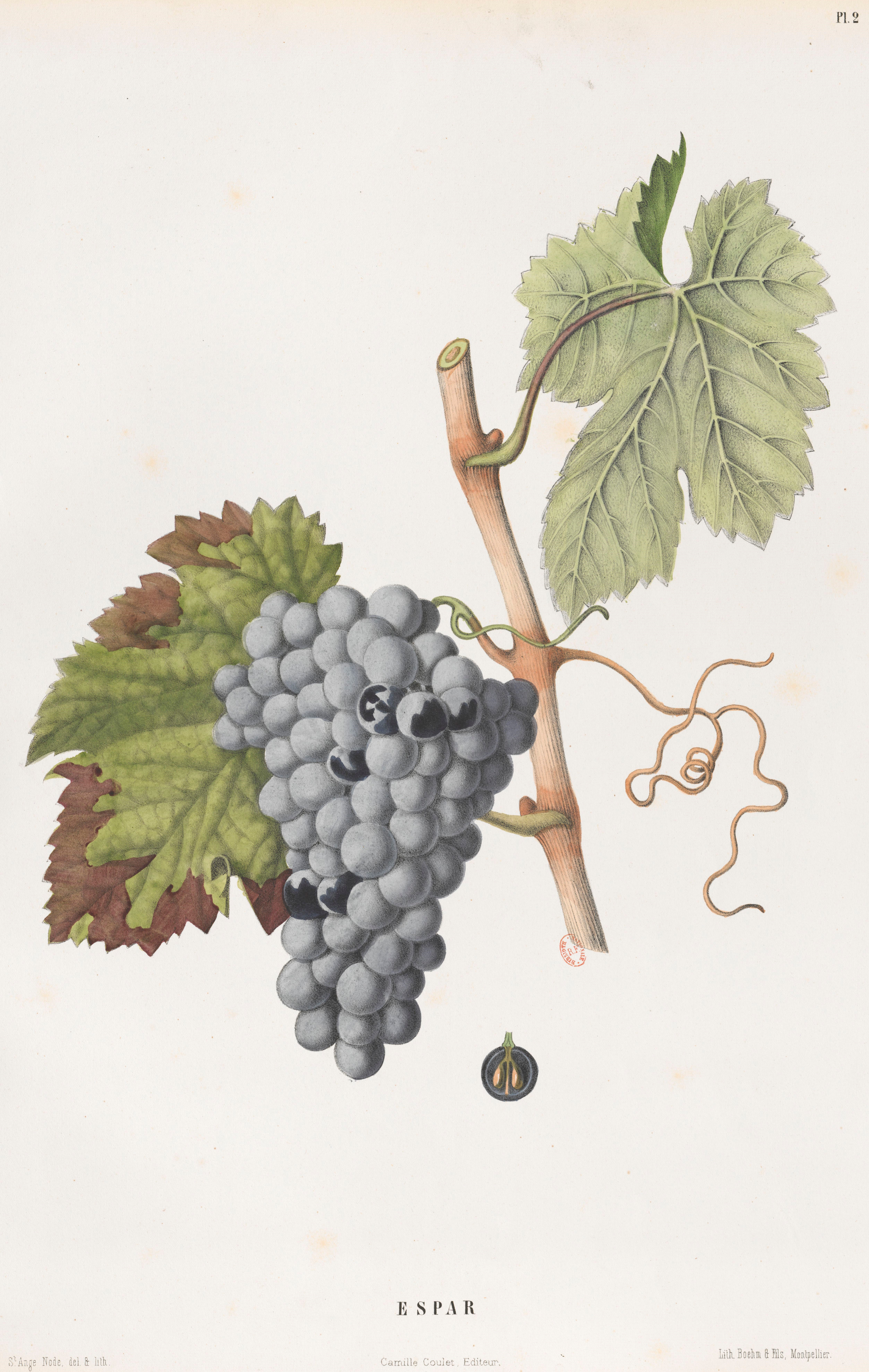
Lithographie de l'Espar (synonyme).

- Catalan (dans les Bouches-du-Rhône)
- Cayata
- Caymilari Sarda
- Charmet
- Clairette Noire
- Damas Noir
- English Colossal
- Espagnen (Ardèche)
- Espar (Hérault)
- Esparte
- Estrangle-Chien
- Flouron
- Flouroux
- Garrut
- Gayata Tinta
- Karis
- Negralejo
- Negré trinchiera
- Négrette
- Negria
- Négron
- Neyron
- Maneschaou
- Marseillais
- Mataro
- Maurostel
- Mechin
- Minustrello
- Monastre
- Monastrell
- Monastrell Menudo
- Monastrell Verdadreo
- Morrastel
- Morastrell
- Morrastrell
- Mourvedon
- Mourvèdre Espar
- Mourvégé
- Mourvégué
- Mourvès
- Piémontais (Vaucluse)
- Pinot Fleri
- Plant de Lédenon
- Plant de Saint-Gilles (Gard)
- Reina
- Ros
- Rossola Nera (Corse)
- Spar
- Tintilla
- Tinto
- Tire-droit (Drôme)
- Trinchiera
- Valcarcelia
- Verema
- Veremeta
- Vereneta

## Sources